# Saint-Loup-sur-Aujon
Saint-Loup-sur-Aujon is een gemeente in het Franse departement Haute-Marne (regio Grand Est) en telt 153 inwoners (2004). De plaats maakt deel uit van het arrondissement Langres.

## Geografie
De oppervlakte van Saint-Loup-sur-Aujon bedraagt 20,0 km², de bevolkingsdichtheid is 7,7 inwoners per km².
De onderstaande kaart toont de ligging van Saint-Loup-sur-Aujon met de belangrijkste infrastructuur en aangrenzende gemeenten.

## Demografie
Onderstaande figuur toont het verloop van het inwonertal (bron: INSEE-tellingen).